# Epos o Nartach

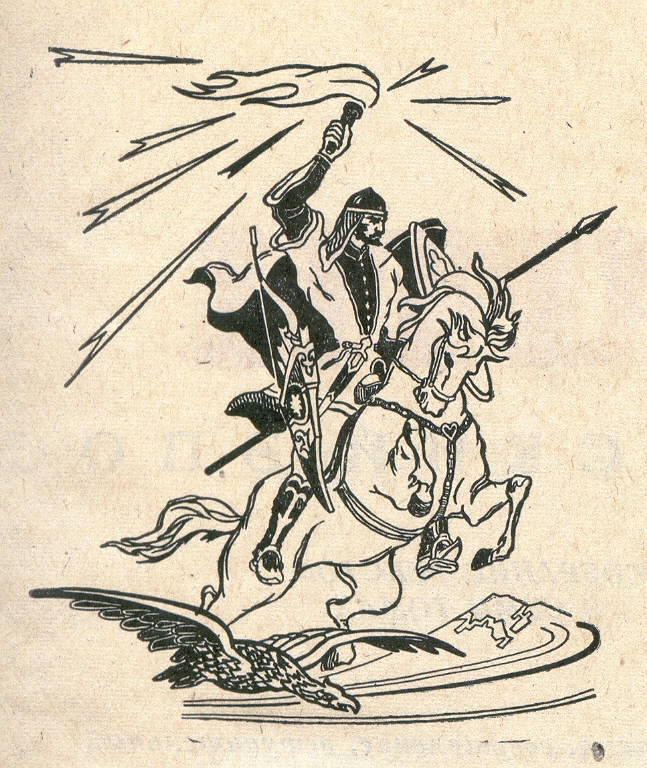
Soslan

Epos o Nartach (oset. Нарты кадджытæ; Narty kaddžytæ) – seria opowieści pochodzących z Kaukazu Północnego. Zawierają one podstawy mitologii ludów zamieszkujących ten region. Niektóre z nich to po prostu opowieści, inne natomiast przekazują obraz starożytnej kosmologii i teologii. Większość wątków eposu, zwłaszcza starszych, ma pochodzenie irańskie, a dokładniej scytyjskie, znajdują się jednak w nim elementy typowe jedynie dla kultur północnego Kaukazu.
Pierwszym badaczem, który podjął trud spisania krążących dotąd jedynie w formie ustnej podań, był Kabardyjczyk Shora Begmurzin Nogma, który spisał je w latach 1835–1843. Jego dzieło wydano w języku rosyjskim w 1861 roku, już po śmierci autora. W 1866 Adolf Bergé dokonał przekładu Eposu na język niemiecki.
Najbardziej znana i najczęściej badana wersja Eposu o Nartach to zapis podań osetyjskich i czerkieskich, nieco mniej poznano podania abchaskie i abazyńskie. Mity Eposu występują także w folklorze karaczajsko-bałkarskim oraz czeczeńsko-inguskim.
Bohaterowie Eposu, Nartowie, to rasa olbrzymów i herosów. Ważniejsze postacie występujące w podaniach o Nartach to:
- Sosruko (abchaski i adygejski „sawsərəqʷa”, osetyjski „soslan”) – bohater, w niektórych podaniach mający cechy trickstera,
- Satanaja (adygejski „satanaj”, osetyjski „shatana”) – matka Nartów, bóstwo matriarchalne i bogini płodności,
- Tlepsz (abazyński i adygejski „ɬapʃʷ”, osetyjski „Kuyrdalægon”) – boski kowal,
- Syrdon (osetyjski „Сырдон”) – trickster, przez Georges’a Dumézila porównywany do nordyckiego Lokiego.

Niektóre elementy Eposu o Nartach są podobne do mitów greckich. Motyw Prometeusza, wiązany z górą Kazbek lub Elbrus, ma swój odpowiednik w podaniach o Nartach. Może to wynikać z kontaktów ludów kaukaskich ze starożytnymi Grekami, znajdujących odniesienie na przykład w micie o złotym runie, jeśli przyjąć, że Kolchidą są tereny współczesnej Gruzji bądź Abchazji.
Filolog Georges Dumézil uzasadnia swoją teorię o pierwotnym podziale społecznym Protoindoeuropejczyków na trzy grupy: uczonych-kapłanów, wojowników i wytwórców, odnajdując zwłaszcza w mitach osetyjskich odzwierciedlenie wzorców przejętych ze starszych kultur Scytów, Sarmatów i Alanów (ci ostatni są przodkami współczesnych Osetyjczyków). Odmiennego zdania jest antropolog John Colarusso, który nie wyklucza starszych, irańskich wpływów, wskazuje jednak na znaczne przekształcenie formy opisu motywów mitycznych właśnie w wersji osetyjskiej, która w przeciwieństwie do wersji znanej ludom północno-zachodniego Kaukazu nie jest już „surowym” mitem, lecz zgrabnie przetworzoną formą literacką.
W książce From Scythia to Camelot C. Scott Littleton i Linda A. Malcor stawiają hipotezę o pochodzeniu mitów arturiańskich z Eposu o Nartach. Motywy mityczne miałyby, według tej teorii, pochodzić od Alanów, których część dotarła do północnej Francji właśnie w okresie formowania się mitów arturiańskich.